# Carrière de Penrhyn
 (mars 2025).
La carrière de Penrhyn est une carrière à ciel ouvert d'ardoise située près de la ville de Bethesda dans la région de Gwynedd au Pays de Galles.